# 톰 로클리프
톰 로클리프(Tom Rockliff, 1990년 2월 22일 ~ )는 오스트레일리아의 오스트레일리안 풋볼 선수이다. 현재 오스트레일리안 풋볼 리그 소속인 브리즈번 라이언스의 주장이다.